# Michael Badnarik
Michael J. Badnarik (1 de Agosto de 1954 - 11 de agosto de 2022) foi um engenheiro de software, radialista e político dos Estados Unidos da América. Foi candidato pelo Partido Libertário nas eleições presidenciais de 2004, tendo ficado em quarto lugar, um pouco atrás do candidato independente Ralph Nader.